# Drapetis bacis
Drapetis bacis är en tvåvingeart som beskrevs av Walker 1849. Drapetis bacis ingår i släktet Drapetis och familjen puckeldansflugor.
Artens utbredningsområde är Jamaica. Inga underarter finns listade i Catalogue of Life.